# Drosophila leticiae
Drosophila leticiae är en tvåvingeart som beskrevs av Pipkin 1967. Drosophila leticiae ingår i släktet Drosophila och familjen daggflugor.
Artens utbredningsområde är Colombia.